# Madalena (freguesia)
Madalena is een plaats (freguesia) in de Portugese gemeente Madalena en telt 2509 inwoners (2001). De plaats ligt op het eiland Pico, onderdeel van de Azoren.